# تيهو

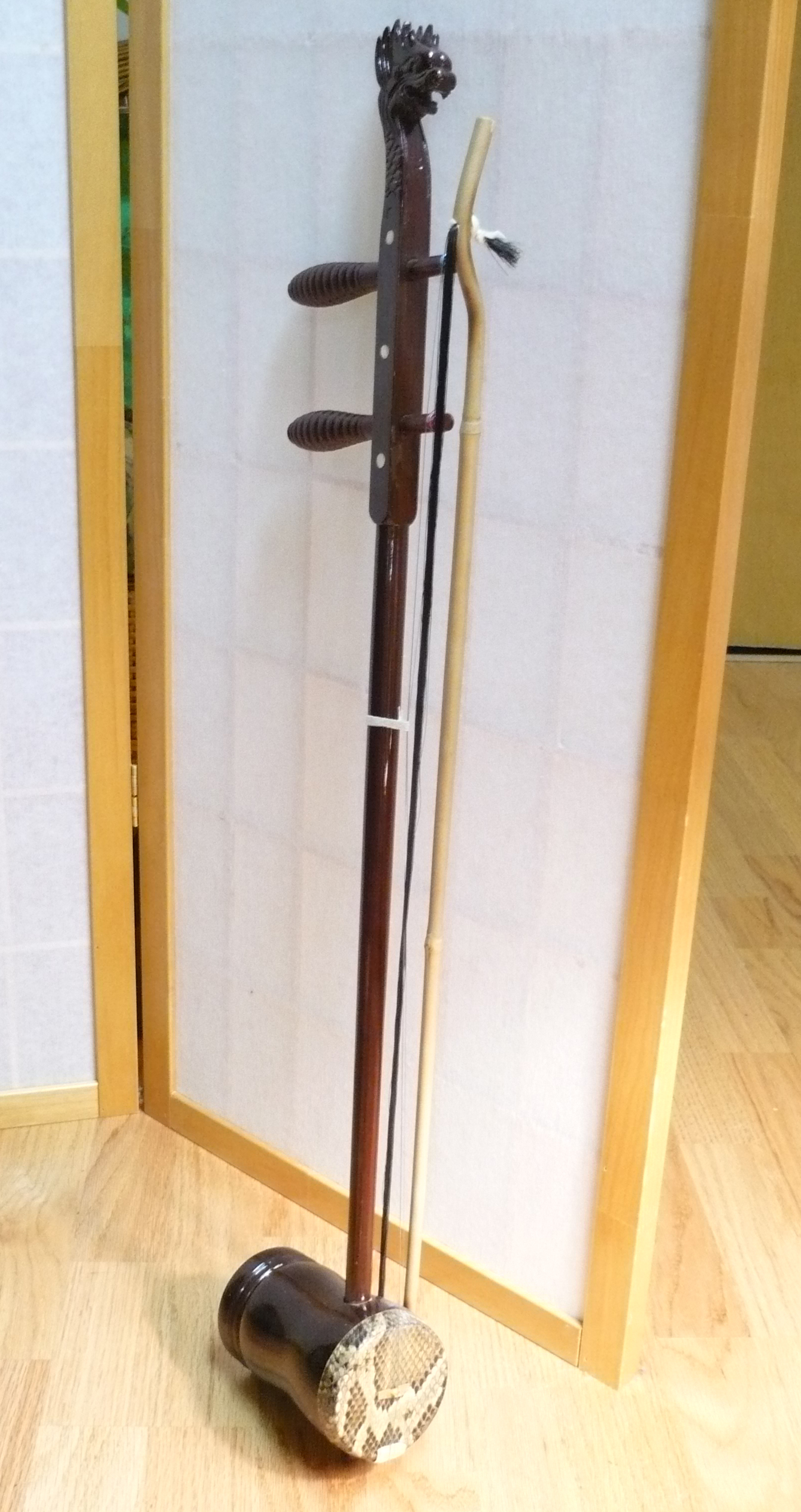
تيهو من مدينة شاوزو

التيهو (提胡؛ بينيين: tíhú) هي آلة وترية عمودية لها وتران وقوس وتنتمي لعائلة آلات هوكين، تعزف عليها موسيقى شاوزو شانشي لمدينة شاوزو الصينية. تصميمها مستوحى من آلة غاوهو المستخدمة في عزف الموسيقى الكانتونية. للآلة جسم أنبوبي من الخشب الصلب مغطى بجلد أفعى البيثون في القسم الذي يعزف عليه. يستعمل تيهو في شاوزو، شانتو، شرق غوانغدونغ، بالإضافة إلى المناطق التي هاجر إليها سكان مدينة شاوزو مثل تايلند وسنغافورا.
يحمل تيهو بوضع الجزء الرنان بين الركبتين، ويعتبر آلة أساسية في ثقافة شاوزو شانشي. كما يتميز بحدة صوته المنخفضة والعزف عليه يكون بطيئا مقارنة بآلة إريشيان التي تنتمي إلى نفس العائلة.

## معرض

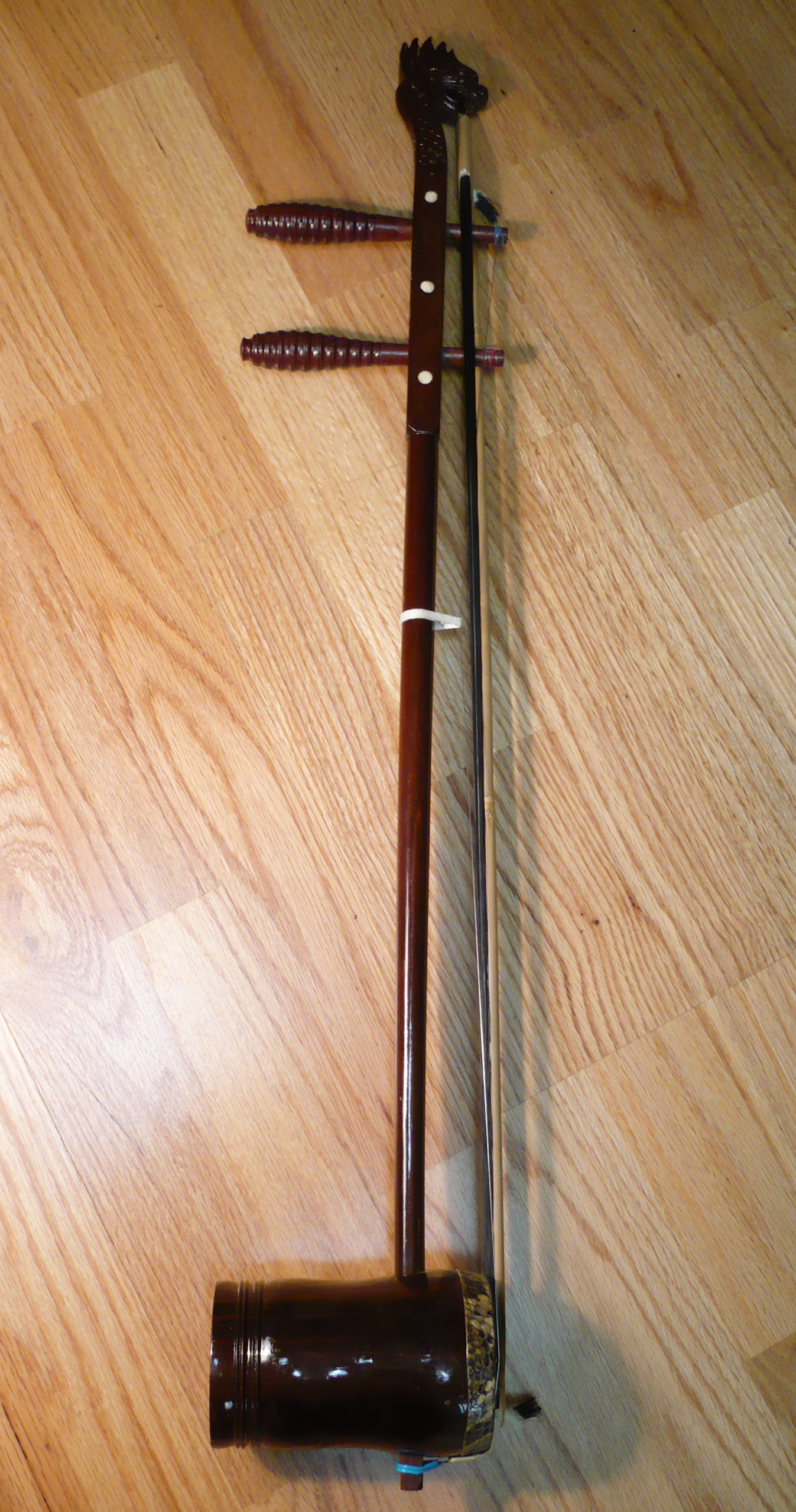
مقطع جانبي من تيهو من مدينة شاوزو
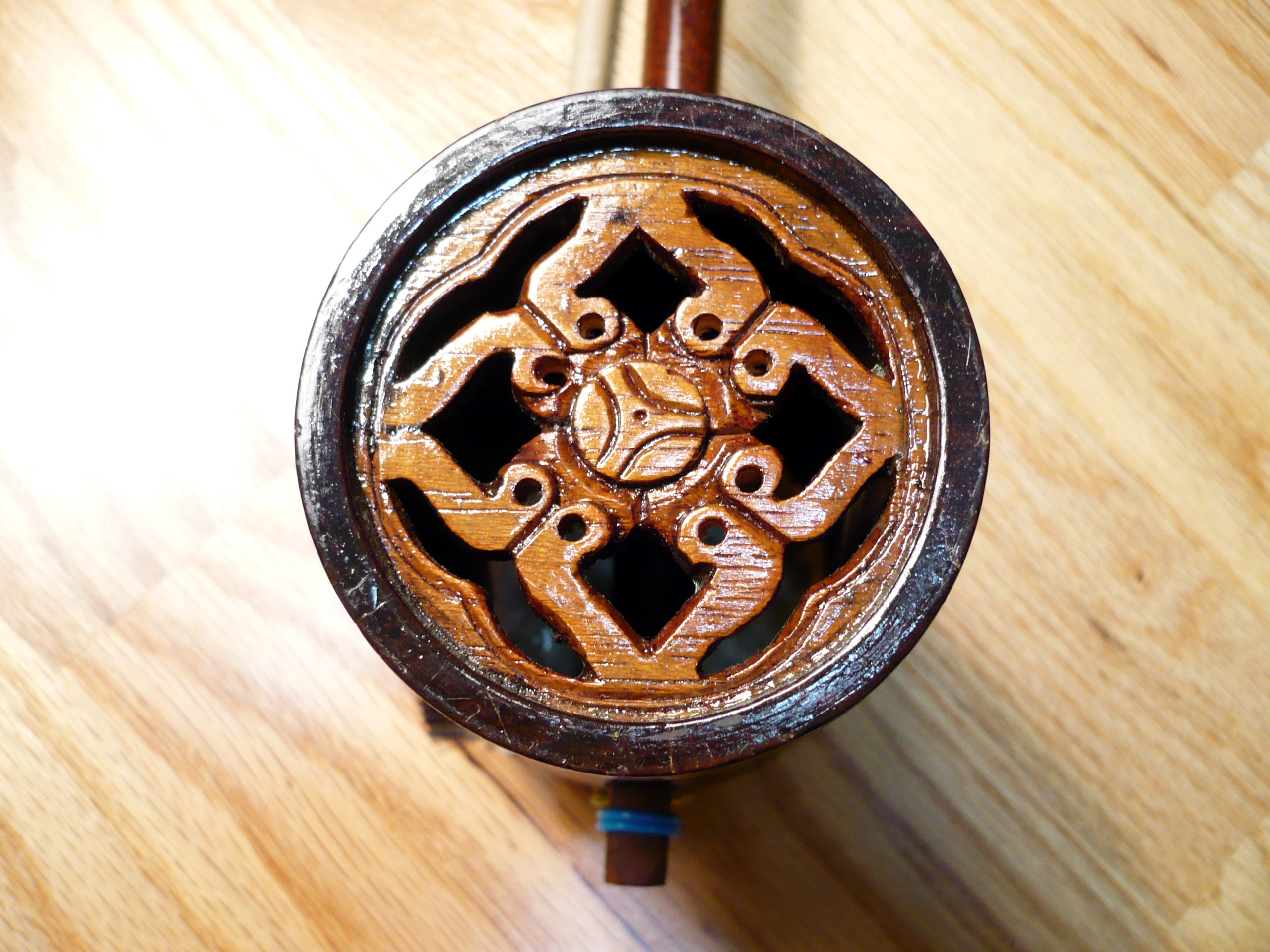
الجهة الخلفية المنقوشة لتيهو من مدينة شاوزو